# 草刈継義
草苅 継義（くさかり つぐよし）は、江戸時代前期の武士。毛利氏の家臣で長州藩士。父は草苅隆継。

## 生涯
寛永21年（1645年）、長州藩士の草苅隆継の子として生まれる。初めは「継房」と名乗り、後に「継義」と改める。
寛文4年（1664年）4月19日に父・隆継が死去したため後を継ぎ、毛利綱広、吉就、吉広、吉元の四代に仕える。
正徳3年（1713年）閏5月29日に死去。享年69。長男の元継は本家の草苅継紀の後を継いでいたため、次男の次信（松次郎、勝兵衛）が後を継いだ。